# O Imperador Napoleão em seu Gabinete nas Tulherias
O Imperador Napoleão em Seu Gabinete nas Tulherias (em Francês: Napoléon dans son cabinet de travail aux Tuileries) é uma pintura de 1812 feita por Jacques-Louis David, nela mostra o Imperador Napoleão I no seu estúdio no palácio das Tulherias, apesar dos detalhes, é muito pouco provável que Napoleão tenha posado para o retrato.
Foi uma comissão privada de um nobre Escocês e admirador de Napoleão, Alexander Hamilton, 10.º Duque de Hamilton em 1811 e completa em 1812, Originalmente mostrado no palácio de Hamilton, foi vendida para Archibald Primrose, 5.º Conde de Rosebery em 1882, a qual foi comprada pela Fundação Samuel H. Kress em 1954, que a depositou para a Galeria Nacional de Artes em Washington, D.C., onde agora está pendurada.

## Iconografia
Formato vertical, ela mostra Napoleão em pé, três quartos do tamanho real, vestindo seu uniforme de coronel da Guarda Imperial. Ele também veste sua Legião de Honra e a Ordem da Coroa de Ferro, junto com suas dragonas douradas, Culottes estilo Francês brancos e meias brancas, sua cara está virada diante ao espectador e com sua mão no colete em seu casaco.
Empilhados sobre a mesa estão uma caneta, vários livros, dossiês e papéis enrolados. Mais papéis enrolados e um mapa estão no tapete verde à esquerda da mesa – nesses papéis está a assinatura do pintor LVD ci DAVID OPVS 1812. Tudo isso, junto com os punhos desabotoados de Napoleão, as meias amassadas, o cabelo desgrenhado, as velas tremeluzentes e a hora no relógio (4:13 da manhã) pretendem sugerir que ele ficou acordado a noite toda escrevendo leis como o Código Napoleão – a palavra "Código" está em destaque nos papéis enrolados na mesa. Isso mantém sua nova imagem civil em vez de heróica (como em Napoleão como Marte, o Pacificador, de Canova) ou militar (como em Napoleão Cruzando os Alpes, do próprio David), embora a espada no braço da cadeira ainda remeta aos seus sucessos militares. As flores-de-lis e as abelhas heráldicas também implicam a estabilidade da dinastia imperial.

## Desenvolvimento
Uma análise da pintura original revela que o artista reeditou a composição e os detalhes diversas vezes para equilibrar a imagem, adicionar alusões e capturar uma história completa.
Pinceladas e texturas indicam que uma versão anterior tinha a parte superior do corpo de Napoleão ladeada por duas colunas caneladas com aproximadamente a largura do tronco da figura. Esses fortes elementos verticais teriam criado uma distração da figura central.
Essas colunas foram revisadas para um painel esculpido na sombra (à esquerda do observador) e um relógio com um mostrador grande (à direita do observador) no mesmo nível e um pouco maior que o mostrador da figura. Mais tarde, o relógio foi repintado com um mostrador menor movido para cima e para a direita, com o corpo do relógio ainda cobrindo as pinceladas da coluna subjacente.
Essas revisões melhoraram muito o equilíbrio composicional da parte superior da pintura, reduzindo a impressão de três colunas verticais. Eles conseguiram mover o foco do espectador para o rosto e a expressão de Napoleão, afastando-o da estatura presumivelmente precisa e da constituição física média-pesada.
A mudança também permitiu incorporar simbologia adicional, principalmente o tempo (4:13).
Outras revisões adicionaram símbolos aos itens da mesa e à seção inferior, muitos pintados sobre flores-de-lis, que são notavelmente raras na imagem final.

## Links externos
- Galeria Nacional de Arte - entrada de catálogo
- Segunda versão - imagem